# Luca De Maria
Luca De Maria (ur. 18 czerwca 1989 w Neapolu) – włoski wioślarz, wicemistrz świata oraz mistrz Europy.

## Osiągnięcia
- Mistrzostwa świata juniorów – Brandenburg 2005 – dwójka bez sternika – 2. miejsce.
- Mistrzostwa świata juniorów – Amsterdam 2006 – ósemka – 3. miejsce.
- Mistrzostwa świata juniorów – Pekin 2007 – ósemka – 4. miejsce.
- Mistrzostwa świata U-23 – Brześć 2010 – czwórka bez sternika wagi lekkiej – 2. miejsce.
- Mistrzostwa Europy – Montemor-o-Velho 2010 – ósemka wagi lekkiej – 1. miejsce.
- Mistrzostwa świata – Karapiro 2010 – ósemka ze sternikiem wagi lekkiej – 3. miejsce
- Mistrzostwa świata – Bled 2011 – dwójka bez sternika wagi lekkiej – 2. miejsce
- Mistrzostwa Europy – Varese 2012 – czwórka bez sternika wagi lekkiej – 1. miejsce
- Mistrzostwa świata – Amsterdam 2014 – ósemka ze sternikiem wagi lekkiej – 2. miejsce